# Thunderbird (Holiday World)
Thunderbird im US-amerikanischen Freizeitpark Holiday World (Santa Claus, Indiana) ist eine Stahlachterbahn vom Modell Wing Coaster des Herstellers Bolliger & Mabillard, die am 25. April 2015 eröffnet wurde. Sie ist die erste Launched-Wing-Coaster-Achterbahn und zugleich der erste LSM-Launch-Coaster des Herstellers überhaupt.
Die 925,1 m lange Strecke erreicht eine Höhe von 42,7 m und verfügt über vier Inversionen: einen 42,7 m hohen Immelmann, einen 38,1 m hohen Looping, eine Zero-g-Roll, sowie einen Inline-Twist. Die Züge werden innerhalb von 3,5 s von 0 auf 96,6 km/h beschleunigt.

## Züge
Thunderbird besitzt zwei Züge mit jeweils fünf Wagen. In jedem Wagen können vier Personen (eine Reihe) Platz nehmen.